# Sieben (Film)
Sieben (orig. Seven bzw. stilisiert auch SE7EN) ist ein US-amerikanischer Thriller, der Elemente des Neo-Noir mit solchen des Horrorfilms verbindet. Das Zweitwerk des Regisseurs David Fincher handelt von einem Serienmörder, der von den sieben Todsünden besessen ist und sie mit seinen Opfern in Szene setzt. Am 22. September 1995 erschien der Film in den nordamerikanischen Kinos und am 23. November in Deutschland.

## Handlung

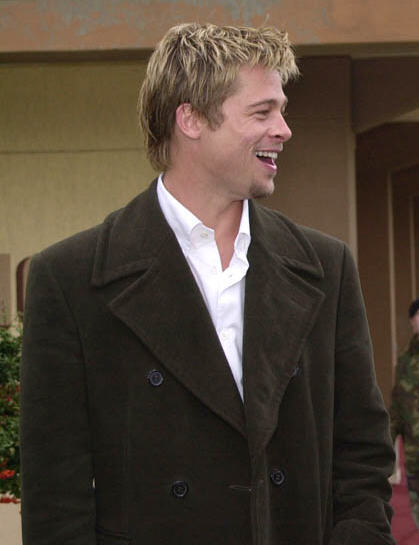
Hauptdarsteller Brad Pitt 2001

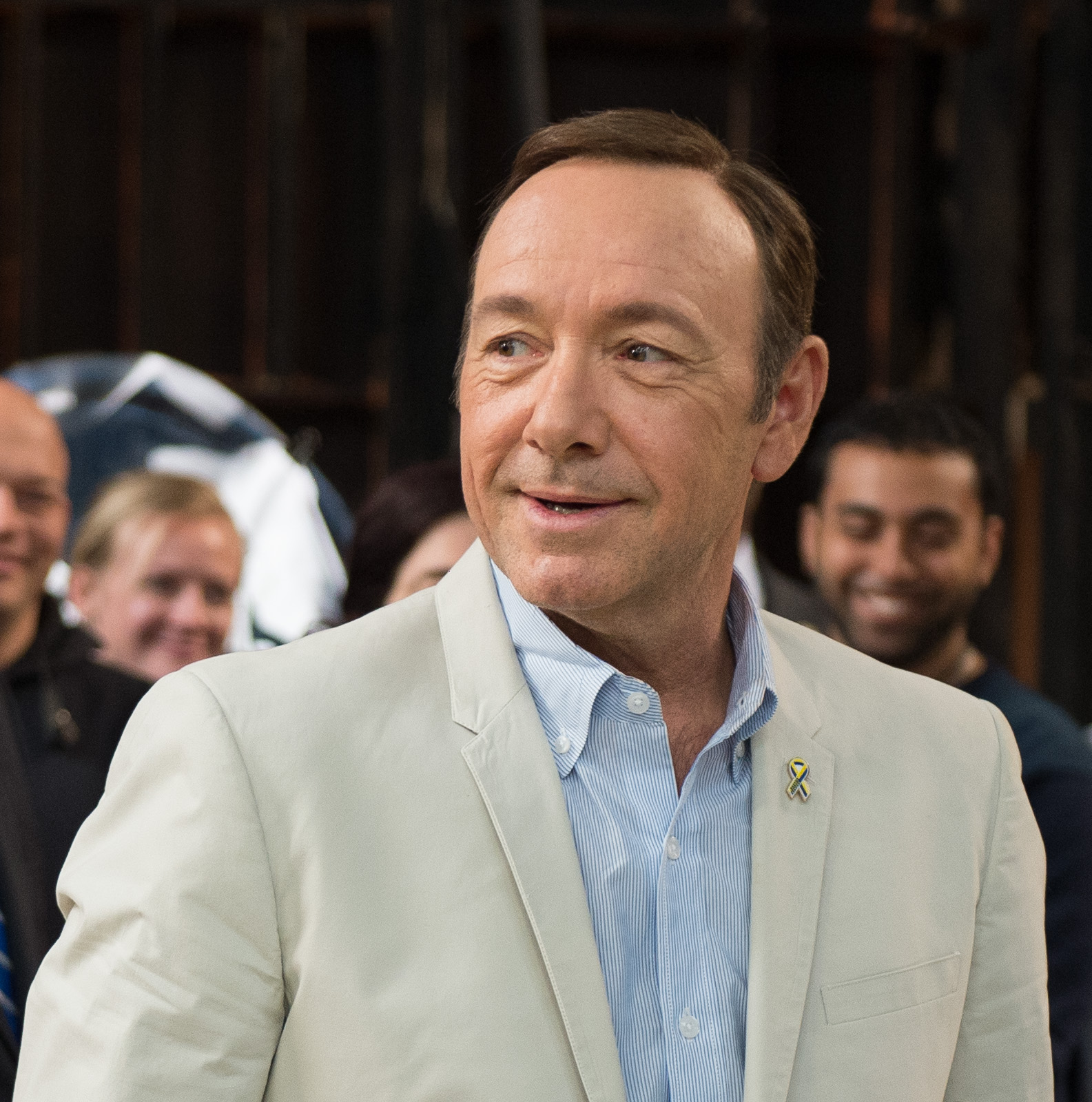
Pitts Gegenspieler Kevin Spacey 2013

In einer nicht näher genannten, verregneten US-amerikanischen Metropole bereitet sich Detective Lt. William Somerset nach vielen Dienstjahren auf die Pensionierung vor. In seiner letzten Woche wird ihm sein Nachfolger Detective David Mills als Partner zugewiesen. Mills ist mit seiner Frau Tracy kürzlich in die Stadt gezogen. Er hat schon bei der Mordkommission gearbeitet, zeigt sich aber gegenüber Somerset zunächst sehr heißblütig, ehrgeizig und arrogant.
Mills und Somerset ermitteln an einem Tatort, an dem ein krankhaft fettleibiger Mann in seinem Haus anscheinend zu Tode gefüttert wurde. Handgelenke und Füße sind mit Draht zusammengebunden, und unter dem Tisch befindet sich ein Eimer mit Erbrochenem. Die Obduktion ergibt, dass das Opfer essen musste, bis sein Magen nach einem Tritt in den Bauch platzte und er an inneren Blutungen verstarb.
Mills wird nach Spannungen mit Somerset auf einen anderen Fall angesetzt: Ein grausamer Mord an einem prominenten Strafverteidiger, der in seinem Büro gefoltert und gezwungen wurde, Teile seines Körpers abzuschneiden und an den Folgen dieser Selbstverstümmelung gestorben ist. Auf dem Teppich steht mit Blut geschrieben das Wort „Habsucht“.
Somerset untersucht den ersten Tatort noch einmal und entdeckt das Wort „Maßlosigkeit“ mit Fett geschrieben an der Wand hinter dem Kühlschrank. Seine These: Die beiden Morde hängen zusammen und sind von derselben Person begangen worden; fünf weitere Morde würden noch folgen – nach dem Muster der sieben Todsünden.
Somerset und Mills arbeiten zusammen, manchmal widerstrebend, aber mit der wachsenden Befürchtung, dass der Mörder hochintelligent und ihnen immer einen Schritt voraus ist. Fingerabdrücke am Tatort des „Habsucht“-Mordes führen sie zu einem bekannten Sexualstraftäter und Drogenhändler. Aber in dessen Wohnung finden die Polizisten den Mann an sein Bett gefesselt vor, der nach genau einem Jahr Gefangenschaft und Bewegungsunfähigkeit im Sterben liegt: Eine Hand wurde ihm abgetrennt und dazu benutzt, um die Fingerabdrücke anzubringen. An der Wand steht das Wort „Trägheit“.
Mills’ Frau Tracy trifft sich mit Somerset. Sie sagt ihm, dass sie schwanger sei und es David noch nicht offenbart habe, weil sie nicht sicher sei, ob sie ein Kind auf diese Welt bringen wolle. Somerset erzählt ihr, dass er vor langer Zeit vor derselben Entscheidung gestanden und die Frau dazu überredet habe, die Schwangerschaft abzubrechen. Er sei zwar überzeugt, dass die Entscheidung richtig gewesen sei, bedauere sie aber jeden Tag.
Frustriert entscheidet sich Somerset, einen FBI-Agenten zu bestechen, um Informationen aus einer Datenbank zu erhalten, in der Personen vermerkt sind, die Bücher (zu bestimmten indizierten Themen) in öffentlichen Büchereien ausleihen. Er gibt dem Agenten eine Liste mit Büchern über die sieben Todsünden und bekommt eine Reihe von Namen, darunter den eines Mannes, der sich John Doe nennt.
Als die beiden Detectives vor Does Wohnungstür stehen, sehen sie plötzlich seine Silhouette am Ende des langen Korridors. Doe eröffnet das Feuer und flüchtet. Mills verfolgt ihn, kann ihn nicht aufhalten, wird von ihm niedergeschlagen und mit einer Pistole bedroht. Der Angreifer lässt jedoch von Mills ab und flüchtet. In der Wohnung des Mannes entdecken die Ermittler eine Dunkelkammer zur Entwicklung von Fotos und eine Art Schrein mit Zeugnissen seiner bisherigen Morde, dazwischen Hinweise auf zukünftige Opfer, unter diesen das Foto einer blonden Prostituierten. Darüber hinaus finden sie die Quittung aus einem Fetisch-Geschäft über die Sonderanfertigung eines mit scharfer Klinge versehenen Strap-ons.
Als Somerset und Mills den Inhaber des Sadomasochismus-Ladens zum Verhör besuchen, werden sie unmittelbar zum nächsten Tatort in einem schummrigen Kellerbordell gerufen. Auf der Tür zu einem rot beleuchteten Stundenzimmer steht das eingeritzte Wort  „Wollust“. Innen liegt in einem Bett die ermordete blonde Prostituierte, die durch den manipulierten Strap-on zu Tode vergewaltigt wurde. Mills und Somerset streiten sich über den Wert ihrer Arbeit. Somerset ist nicht wie Mills davon überzeugt, dass es irgendetwas in dieser Welt ändere, wenn er Polizist bleibe.
Am nächsten Tag wird ein fünfter Mord bekannt. Ein Model ist im Schlafzimmer mit verstümmeltem Gesicht tot aufgefunden worden. Der Täter hat sie vor die Wahl gestellt, entstellt weiterzuleben oder sich mit Tabletten das Leben zu nehmen. Auf dem Kopfbrett des Bettes ist mit Blut das Wort „Hochmut“ geschrieben. Als Mills und Somerset in ihre Dienststelle zurückkehren, treffen sie auf Doe, der sich ihnen blutverschmiert freiwillig stellt.
Er bietet an, sich schuldig zu bekennen, wenn er Mills und Somerset an den Ort begleiten dürfe, wo er die beiden letzten Opfer versteckt halte. Auf dem Weg dorthin erklärt er ihnen die Motivation seines Verhaltens. Er habe bewirken wollen, dass die Gesellschaft sich ihres sündhaften Verhaltens bewusst werde. Der einzige Weg, das zu erreichen, sei, etwas zu tun, das nicht ignoriert werden könne.
Ihr Ziel ist eine verlassene Landstraße in einer unwirtlichen Steppe weit außerhalb der Großstadt. Nachdem sie aus dem Wagen gestiegen sind, nähert sich ein Lieferwagen. Der Wagen hält, der Fahrer übergibt Somerset ein Paket für Mills. In dem Paket befindet sich der abgetrennte Kopf von Mills’ Ehefrau Tracy. Doe sagt, er habe sich das normale Leben von Mills mit Tracy gewünscht, sie darum beneidet, weil er es nicht haben könne, und sich selbst darum als Verkörperung des Neids gesehen. Mills erfährt in diesem Moment, dass seine Frau schwanger war. Die bezahlten Hinweise über Mills’ Lebensumstände, die dieser sich besorgt hatte, indem er sich als anonymer Reporter ausgab, hatten Doe zuvor die Begehung des Mordes an Tracy erleichtert.
Entsetzt, verzweifelt und rasend vor Wut erschießt Mills letztlich den Täter und wird so zur Verkörperung der letzten verbliebenen Todsünde, des Zorns. Mills wird festgenommen. Der Film endet mit einem Zitat Somersets: „Ernest Hemingway hat mal geschrieben: ‚Die Welt ist so schön und wert, dass man um sie kämpft.‘ Dem zweiten Teil stimme ich zu.“

## Rollen
David Mills
Die Beziehung zwischen William Somerset und David Mills ist zu Beginn des Films von Spannungen geprägt; Mills’ Auftreten wirkt auf Somerset zeitweise arrogant, rechthaberisch, rebellisch und übertrieben ehrgeizig. Meinungsverschiedenheiten führen zwischenzeitlich sogar zur Trennung der ungleichen Partner. Erst Mills Frau Tracy schafft es, die schwelenden Konflikte zu überbrücken und beide als ein Ermittlerteam zusammenzuführen.
William Somerset
Im Kontrast zum sarkastischen und impulsiven Mills ist Somerset viel besonnener und denkt zuerst nach, bevor er etwas sagt. Er zeigt sich im Gespräch mit Tracy einfühlsam und ist bemüht, mit seinen Erfahrungen gute Ratschläge zu geben. Auch kann er sich hier erstmals jemandem öffnen. Er berichtet aus seiner Vergangenheit und offenbart so Ursprünge seines Pessimismus. Daraufhin verbessert sich auch fast augenblicklich die Zusammenarbeit mit seinem Partner, sodass er nach dem fünften Mord auch eine erste Übereinstimmung findet.
Tracy Mills
Im Gespräch mit Somerset zeigt sich Tracys Rolle als Vermittler, die das Verhältnis von Somerset und Mills nachhaltig stärkt, verbessert und damit eine weitere Zusammenarbeit erst möglich macht.
John Doe
Doe spricht den beiden Ermittlern mehrfach seine Bewunderung aus. Er spricht ruhig, überlegt und äußerst zielorientiert, ist jedoch leicht reizbar. Das zeigt sich, als ihn Mills auf die Besonderheit seines „Werkes“ anspricht. Does Bildung und sein religiöser Fanatismus prägen den Inhalt sowie die Sprache seiner Dialoge mit Mills und Somerset. Zum Ende hin hetzt er Mills gegen sich mit gezielten Provokationen auf.

## Themen und Stilmittel

### Zahlensymbolik
In der christlichen Symbolik des Mittelalters steht die Sieben als „göttliche Zahl“ für die Gnade bzw. für Ruhe und Frieden und hat auch im Film eine zentrale Bedeutung. Hierbei können Parallelen zwischen Gott und John Doe gezogen werden. Die „Werke“ beider wurden in sieben Tagen vollbracht. Auch die Person William Somerset wird in das Netz um die Zahlensymbolik Sieben im Film verwickelt, da er nur noch sieben Tage bis zur Pensionierung arbeiten muss und um sieben Uhr das Paket überbracht wird. Die Zahl Sieben steht für die Unvergänglichkeit, die John Doe mit seinen Werken erzielen will.

### Todsünden
Das zentrale Thema des Films sind die sieben Todsünden. Einerseits übernimmt Doe mit der Bestrafung der ersten fünf „Sünder“ eine Aufgabe, die klassischerweise nur Gott gebührt. Andererseits gibt er sich aber auch als fehlbar zu erkennen, indem er selbst im Neid eine Unschuldige – eben Mills Frau Tracy – tötet. Seine Buße erhält er schließlich von Mills, der ihn in rasendem Zorn erschießt. Dieser muss letztlich als Strafe mit dem Verlust seiner Frau leben.
Allerdings steht John Does Auffassung der Todsünden im Widerspruch zu deren theologischer Bedeutung. Die umgangssprachlich als sieben Todsünden bezeichneten Charaktereigenschaften entsprechen in diesem Sinne den Hauptlastern, die zwar die Ursache vieler weiterer Sünden sein können, aber selbst nicht zwangsläufig zur Verdammnis führen müssen (siehe auch Abgrenzung vom Laster). Die Konsequenzen vor allem hinsichtlich der Rezeption dieses mittelalterlichen Konzepts werden aus gläubiger Sicht zuweilen als problematisch betrachtet. Auch weicht die Reihenfolge der Morde aus dramaturgischen Gründen von christlicher Tradition ab.
Dogmatische Reihenfolge
Hochmut – Habsucht – Neid – Zorn – Wollust – Maßlosigkeit – Trägheit
John Does Reihenfolge
Maßlosigkeit – Habsucht – Trägheit – Wollust – Hochmut – Neid – Zorn